# هنرهای رزمی کره‌ای

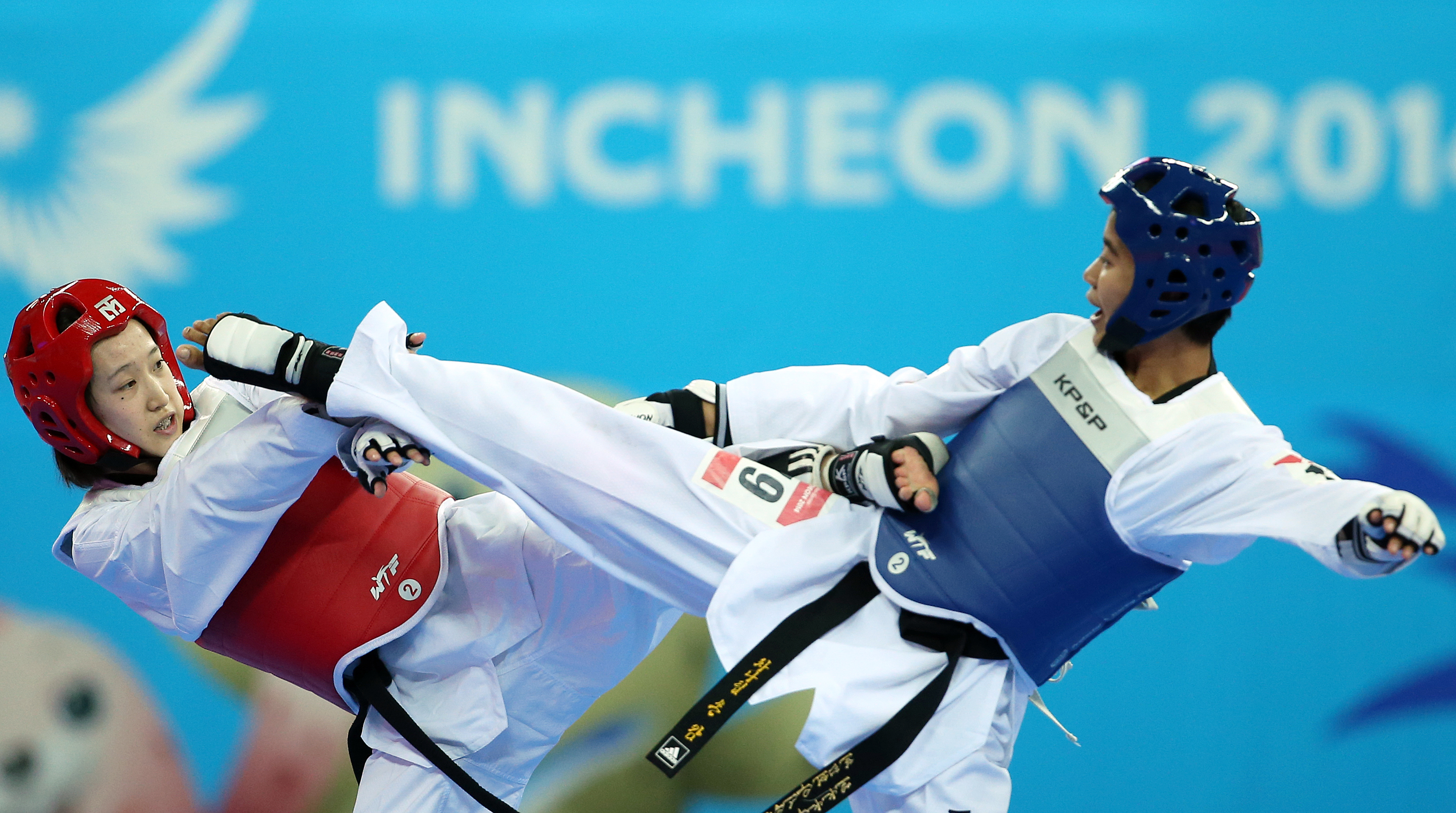
رقابت تکواندو زنان، بازی‌های آسیایی ۲۰۱۴

هنرهای رزمی کره‌ای (به کره‌ای: 한국 무술) به کلیه هنرهای رزمی گفته می‌شود که در کره ابداع شده‌اند. از جمله هنرهای رزمی غیرمسلح کره می‌توان به تکواندو، هاپکیدو، شیروم و تکیون اشاره کرد. در نوامبر ۲۰۱۱، هنر رزمی تکیون جزو میراث فرهنگی ناملموس بشری کره جنوبی شد.

## تاریخچه

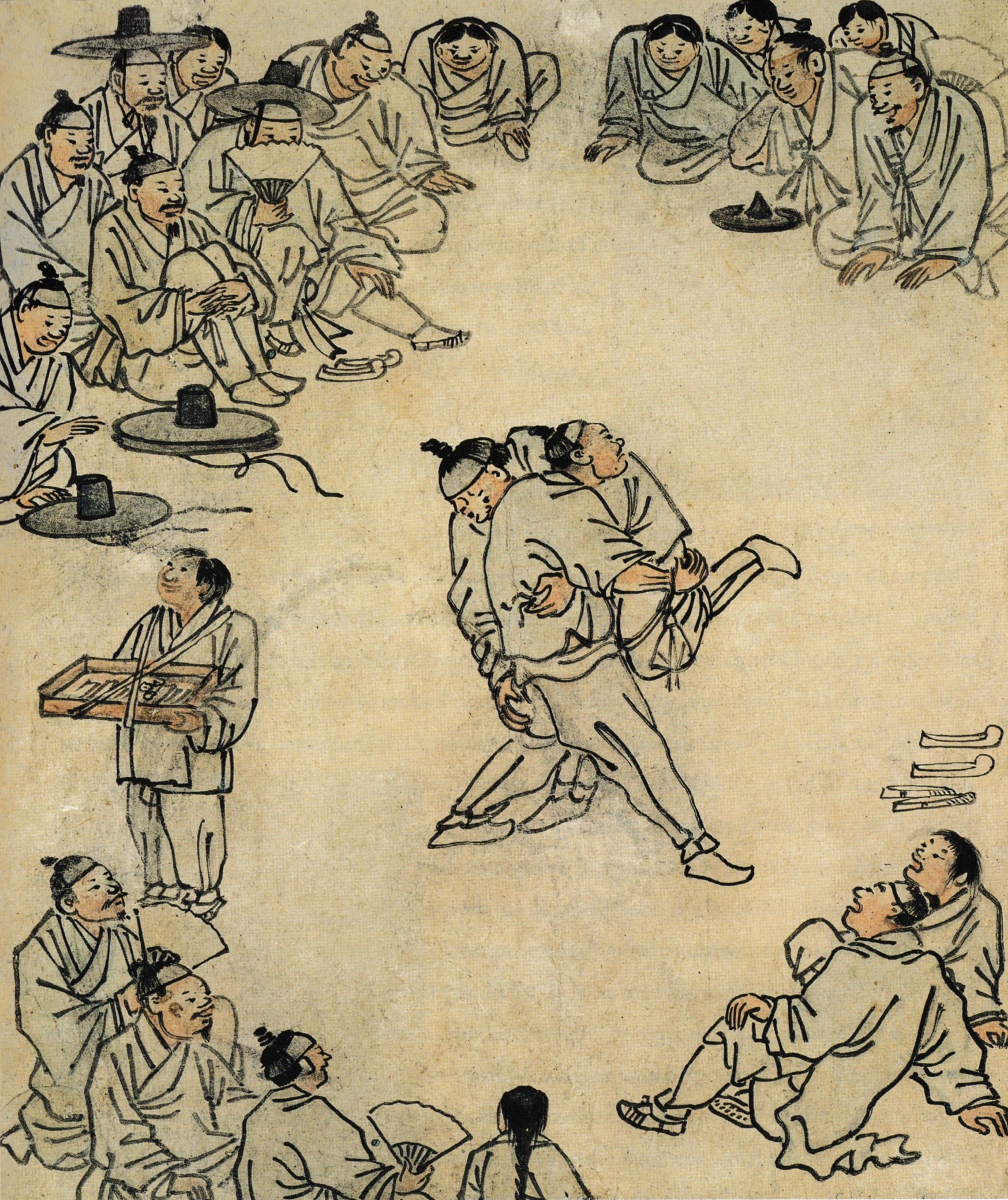
یک مسابقه شیروم در قرن هجدهم

نوعی کشتی که شیروم نامیده می‌شود، قدیمی‌ترین هنر رزمی زمینی در کره است، در حالی که سوباک هنر رزمی ایستاده سربازان پیاده بود. هنرهای رزمی مذکور علاوه بر استفاده نظامی در میان روستاییان در جشنواره‌های رقص، آکروباتیک و مبارزات ورزشی نیز به کار برده می‌شدند. این هنرهای رزمی نیز به عنوان دروس ابتدایی تربیت بدنی محسوب می‌شد. با این حال، کره ای‌ها در نبردها بیشتر از سلاح‌هایی همچون تیر و کمان استفاده می‌کردند.
در سال ۱۵۹۳، طی تهاجمات ژاپنی‌ها به کره، کره از چین برای پس گرفتن پیونگ‌یانگ کمک گرفت. این همکاری منجر به آشنایی کره‌ای‌ها با هنرهای رزمی چینی از طریق کتابچه‌های راهنمای چینی‌ها شد. پس از آشنایی کره‌ای‌ها با اصول نظامی‌گری چینی، اقدام به انتشار نسخه‌های خودشان از اصول رزمی کردند. مویه‌جبو (به کره‌ای: 무예제보؛ به معنی گزیده‌ای از چند هنر رزمی) قدیمی‌ترین راهنمای هنرهای رزمی کره‌ای است که در سال ۱۵۹۸ میلادی در دوره پادشاه سئونجو منتشر شد. بعداً این راهنما بازبینی شد و نسخه جدیدی تحت عنوان موین‌سیبو (به کره‌ای: 무예신보؛ به معنی گزیده جدیدی از هنرهای رزمی) در سال ۱۷۵۹ و در زمان پادشاهی یونگ‌جو چوسان منتشر شد.

## انواع هنرهای رزمی کره‌ای

### تکواندو
تکواندو (به کره‌ای: 태권도) یک هنر رزمی کره‌ای غیرمسلح برای دفاع شخصی است که شامل حرکات دست و پا است، اما تمرکز زیادی بر استفاده از پا دارد. لفظ تکواندو به معنای هنر استفاده از مشت و لگد است. تکواندو همانند هنرهای رزمی دیگر همچون تای چی، بر تقویت ذهن تأکید دارد. اکنون سازمان‌های اصلی بین‌المللی تکواندو شامل فدراسیون بین‌المللی تکواندو (ITF)، کوکی وان و تکواندو جهانی (WTF) هستند. قدیمی‌ترین نهاد حاکم برای تکواندو، انجمن تکواندو کره (KTA) است که در سال ۱۹۵۹ کره تشکیل شد. سازمان‌های اصلی بین‌المللی تکواندو امروز، شاخه‌های مختلف فدراسیون بین‌المللی تکواندو (ITF) است که در ابتدا توسط چوی هونگ هی در سال ۱۹۶۶ تأسیس شد، و با مشارکت کوکی وان و تکواندو جهانی (WT، با نام سابق فدراسیون جهانی تکواندو یا WTF)، به ترتیب در سال ۱۹۷۲ و ۱۹۷۳ توسط انجمن تکواندو کره تأسیس شد. در سال ۲۰۱۸، دولت کره جنوبی رسماً تکواندو را به عنوان هنر رزمی ملی کره معرفی کرد.

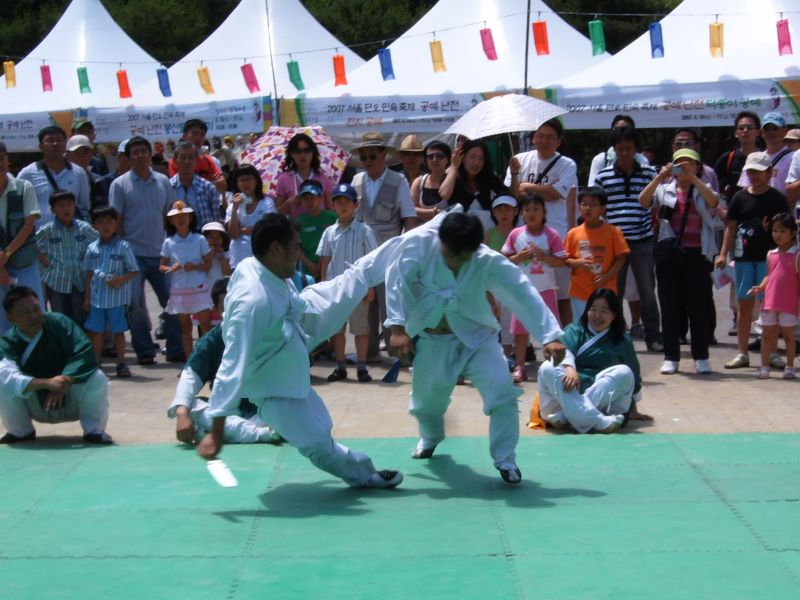
مبارزه تکیون در سال 2007

### تکیون
تکیون (به کره‌ای: 태껸) به عنوان یکی از قدیمی‌ترین هنرهای رزمی کره شناخته می‌شود. در تکیون، پاها به اندازه دست‌ها نقش مهمی دارند. تکیون شامل انواع مختلفی از تکنیک‌های های لگد زدن و حرکات موزون سریع و قدرتمندش است. در تکیون تمرکز بیشتر بر روی مبارزه تن به تن است؛ اما می‌توان نبردها را به صورت تیمی انجام داد. این روش در مسابقات تکیون پذیرفته شده و امروزه استفاده می‌شود.

### سوباک
سوباک (به کره‌ای: 수박) یک هنر رزمی باستانی است که در آن هنر رزمی از تکنیک‌ها و ضربات با دست خالی استفاده می‌شود.

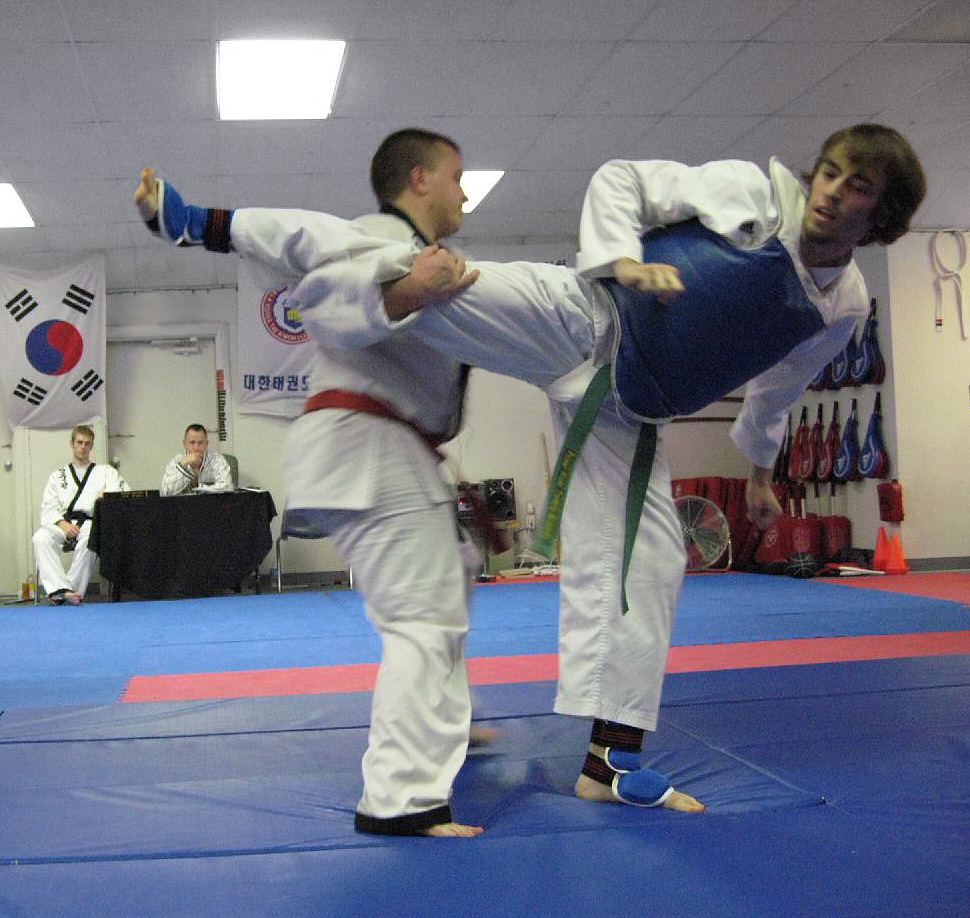
تمرین های هاپکیدو

### هاپکیدو
هاپکیدو (به کره‌ای: 합기도) نوعی هنر رزمی دفاع شخصی است که بر روی مشت، لگد، پرتاب و قفل مفاصل تمرکز دارد. به تعریف شاخه ایالات متحده فدراسیون هاپکیدو کره، هاپکیدو سیستمی از نبردهای غیرمسلح و تکنیک های تسلیحاتی برای شکست دادن مخالفان مسلح و غیرمسلح است. هاپکیدو شامل تکنیک های مبارزه از راه دور و نزدیک است.  نوعی سیستم رزمی تلفیقی از هاپکیدو به نام هاپکیدو مبارزه با تمرکز بیشتر بر دفاع شخصی ایجاد شده است. 

## ارجاع به بیرون
- ویکی‌پدیای انگلیسی: Korean martial arts

1. 1 2  "UNESCO - Taekkyeon, a traditional Korean martial art". ich.unesco.org (به انگلیسی). Retrieved 2024-09-02.
2. ↑  Draeger, Donn F. (1981). Comprehensive Asian Fighting Arts, pg 155. Kodansha International.
3. ↑  Kim, Wee-hyun. "Muyedobo T'ongji: Illustrated Survey of the Martial arts." Korea Journal 26:8 (August 1986): 42–54
4. ↑  "Muyejebo". Wikipedia (به انگلیسی). 2024-04-17.
5. ↑  "Muyesinbo". Wikipedia (به انگلیسی). 2024-02-28.
6. ↑  "Definition of TAE KWON DO". www.merriam-webster.com (به انگلیسی). 2024-08-10. Retrieved 2024-09-03.
7. ↑  «Taekwondo». Oxford English Dictionary. دریافت‌شده در ۳ سپتامبر ۲۰۲۴.
8. ↑  "Tae kwon do | Korean, Self-Defense & Olympic | Britannica". www.britannica.com (به انگلیسی). 2024-08-19. Retrieved 2024-09-03.
9. ↑  "What is Taekwondo?". www.usatkd.org (به انگلیسی). Retrieved 2024-09-03.
10. ↑  Felton, Amber. "What to Know About Taekwondo". WebMD (به انگلیسی). Retrieved 2024-09-03.
11. ↑  Kang, Won Sik; Lee, Kyong Myung (1999). A Modern History of Taekwondo. Seoul: Pogyŏng Munhwasa. ISBN 978-89-358-0124-4.
12. ↑  "Taekwondo". Wikipedia (به انگلیسی). 2024-09-01.
13. ↑  "Korea officially designates taekwondo as nat'l martial art". The Korea Herald. 2 April 2018. Archived from the original on 15 August 2022. Retrieved 15 August 2022.
14. ↑  "Taekkyon is believed to be one of the earliest forms of Korean martial arts". 13 November 2017.[منبع نامعتبر؟]
15. ↑  «World Taekkyeon Federation, 윗대태껸». wtkf.org (به انگلیسی). دریافت‌شده در ۲۰۲۴-۰۹-۰۴.
16. ↑  "Taekkyeon". NamuWiki (به انگلیسی). 2024-08-25. Retrieved 2024-09-04.
17. ↑  «Hapkido». Black Belt Wiki (به انگلیسی). دریافت‌شده در ۲۰۲۴-۰۹-۰۴.
18. ↑  «Combat Hapkido». Black Belt Wiki (به انگلیسی). دریافت‌شده در ۲۰۲۴-۰۹-۰۴.